# Li Daši
Li Daši  (tradicionalno kitajsko 李大師, poenostavljeno kitajsko 李大师,  Wade–Giles Li Tashih) je bil kitajski zgodovinar in državni uradnik v dinastijah Suj in Tang, * 570, Anjang, † 628. 
Li Daši je začel zbirati podatke in pisati Zgodovino severnih dinastij in  Zgodovino južnih dinastij, ki ju je dokončal njegov sin Li Janšov. 